# Anton Podbevšek teater
Anton Podbevšek teater, ustanovljen leta 2005, velja za najmlajše profesionalno gledališče na Slovenskem in
hkrati tudi za prvo gledališče v Novem mestu. Namenjeno pa ni zgolj gledališču,
temveč tudi drugim kulturnim in umetniškim dogodkom, kinu in operi. Njegov
zastopnik je Matjaž Berger, ki je tudi režiser mnogih predstav v teatru.

## O objektu
Anton Podbevšek teater deluje v objektu Prosvetnega doma zgrajenega leta 1930 na Prešernovem trgu 3 v
Novem mestu. Stoji v neposredni bližini Stolne župnije Novo
mesto Kapitelj in Dolenjskega muzeja Novo mesto. V
njem je bil sprva Dom kulture, katerega so ob ustanovitvi gledališča
rekonstruirali in razširili. Avtor notranje
zasnove je novomeški arhitekt Borut Simič. Tloris objekta je zelo specifičen,
zunanjščina pa se po zahtevah Zavoda za varstvo kulturne dediščine Slovenije
sklada s starim jedrom Novega mesta.
Specifična pa je tudi notranjost objekta, saj je teater znan po raznolikih
in inovativnih scenskih postavitvah, tako na odru, kot v parterju dvorane.  Prvi donator
gledališča je bilo podjetje Krka, z njim pa so ustvarili
vrsto skupnih projektov (Krkine nagrade, Krkin kulturni večer v Kostanjevici
itd.).  

## Ustanovitev gledališča
Mestna
občina Novo mesto je odlok o ustanovitvi javnega zavoda Gledališče Novo mesto sprejela
26. 5. 2005, novembra istega leta pa je bilo preimenovano v Anton Podbevšek
Teater, saj je bila po
Antonu Podbevšku, kot prvemu avantgardistu v Sloveniji, do ustanovitve gledališča
v Novem mestu poimenovana samo ena ulica in ni bil skoraj nikjer imensko prisoten. Gledališče je tako dobilo tudi kratico APT, ki v
angleščini pomeni zmožen, sposoben in spreten.  Poleg tega, da je Anton Podbevšek
zaznamoval poetiko novih literarnih oblik in vplival na postmoderno gledališke
osemdesetih, je bil tudi eden ključnih umetnikov gibanja, ki ga danes poznamo
kot novomeška pomlad. Gledališče je tako nastalo v
spomin na prvo slovensko umetniško avantgardo. Tudi dvorana v teatru se imenuje
Dvorana novomeške pomladi. Njihove predstave pa se odvijajo tudi na veledromu
Češča vas, Gradu Otočec, v samostanski cerkvi v Kostanjevici na Krki itd.,
torej v odprtem prostoru.  

## Uradni jezik
Uradni znak Anton Podbevšek Teatra je ročna granata iz porcelana, kar je nasprotujoče, saj je porcelan zelo krhek, okrašena pa s cvetnimi motivi rdeče
barve, ki asociira na srce. Znak je nastal v spomin na Podbevškovo pesniško
zbirko Človek z bombami, ki je izšla leta 1925  (Dović 2009: 27). Znak so oblikovali
Darko Pokoren, Roman Uranjek in Miran Mohar iz umetniške skupine Novi
kolektivizem, njegov avtor pa je ameriški umetnik Charles Craft iz Seatla,
ki ga je izdelal osem let pred ustanovitvijo gledališča.

## Dejavnosti gledališča
APT je postdramsko, otroško, glasbeno in plesno gledališče, ukvarja pa se še z literaturo ter fotografsko, likovno in filmsko umetnostjo
(v sklopu gledališča deluje tudi Art kino Krka). Avtorji različno komentirajo
antagonizme današnjih družb (utopije, ideološke maskare, gledališke kanone,
izpovedi in podobno). Organizira pa tudi razna družabna srečanja. Njihov temelj
je sodobno
uprizarjati prelome v različnih družbah in okoliščinah, in sicer v različnih
žanrih in zvrsteh – njihov cilj je izenačitev razmerja med množično in elitno
kulturo. Zavod organizira
gostovanja iz Slovenije in tujine s področja različnih uprizoritvenih umetnosti
(gledališče, ples, lutke). Uprizarja predstave na matičnem odru ter gostovanjih
po regiji, v Sloveniji in tujini.

## Sodelovanje z drugimi slovenskimi gledališči
Anton Podbevšek Teater gosti tudi druga slovenska
gledališča: Slovensko ljudsko gledališče Celje (npr. predstavo Federico Garcia
Lorca: Hiša Bernarde Alba), Društvo
umetnikov (koprodukcija pri predstavi Levi
terorizem), Masko Ljubljana (npr. Zid objokovanja), zavod EnKnap (koprodukcija pri
plesni predstavi 10 minut vzhodno, ki
je delo petih koreografov in režiserjev iz Hrvaške, Madžarske, Romunije in
Slovenije), zavod Bunker Ljubljana (Vse, kar smo izgubili, medtem ko smo živeli in
Rečem, kar mi rečejo, naj rečem)
itd., sodeluje pa tudi z Društvom baletnih umetnikov Slovenije (Korak v dvoje), pa tudi z Mestnim
gledališčem Ljubljansko (Ples v dežju).
Predstava režiserja Matjaža Bergerja Neskončnost je večnost pa je bila uprizorjena v Cankarjevem domu v Ljubljani.

## Mednarodno sodelovanje
Prvo mednarodno koprodukcijo je APT imel leta 2008, in
sicer na tradicionalnem mednarodnem festivalu v Budvi (Festival Grad Teatar Budva). Predstava Kadmopolis/Oddaljeni pogled režiserja Matjaža Bergerja raziskuje
mite o nastanku naselbin okoli Sredozemskega morja in jih prepleta s fragmenti
iz besedil Becketta, Hegla, Sartra, Eluarda in Pavića. Leta 2009 je predstava Portret neke gospe s koprodukcijio
Teatra di Vita iz Bologne (režiser Matjaž Berger) prejela dve nagradi na
44. Borštnikovem srečanju v Mariboru: Berger jo je prejel
za režijo, Peter Penko pa za glasbo.

## Fotogalerija
Pod okriljem APT-ja deluje od 22. decembra
2006, delovala pa je že v sklopu Doma kulture (v isti stavbi), in sicer kot
galerija novomeškega Foto kluba, ki je v sedemdesetih dosegla vrhunec, nato pa
zamrla (Park.si). Fotogalerijo APT je otvorila skupina IRWIN (z razstavo NSK straže leta 2006).
Naslednje leto je sledila razstava Places,
avtorica Bertien van Manen pa je istega leta odprla razstavo Give me your image. Leta 2007 so sledile
še razstave Camera obscura II, Unstill life, Buy your own art experience, Mojstrovina in letna razstava del novomeških
fotografov. Do zdaj je bilo v Fotogaleriji na ogled 11 fotografskih razstav.

## O akademiji
Akademija
APT prireja tudi kolokvije in simpozije, vezane na gledališke projekte. Potekajo
sočasno z določeno uprizoritvijo ter se nanašajo na teme in vprašanja aktualnih
dramskih predlog. Prvi kolokvij se je odvil decembra leta 2006 na temo Galileja Galileja (vzporedno s premiero
prve predstave gledališča – Galileo
Galilei Brechta). Septembra leta 2007 so razpravljali o XX. stoletju, junija 2008 pa o teoriji
potujitvenega učinka. Leta 2009 pa je potekala predstavitev knjig Čas je za Brechta in Brecht - Benjamin, in sicer v
Cankarjevem domu v sklopu Knjižnega sejma leta 2009, sodelovala pa sta Anton
Podbevšek Teater in Studia Humanitatis. Odvili pa sta se tudi dve soareji:
februarja leta 2009 o avantgardi, maja istega leta pa o odnosu med
avantgardami in sodobno umetnostjo.
Akademija organizira tudi tedensko izobraževanje novomeških dijakov pod
mentorstvom pisatelja in režiserja Nejca Gazvode ter prireja mentorske seminarje in predavanja o performensu, sodobnem plesu, retoriki, režijskih
pristopih in branju dramskih tekstov. 

## Uprizoritve
Med decembrom 2006 in decembrom 2013 je gledališče izvedlo 28 premier:

#### 2006
- - Bertolt Brecht: Galileo Galilei. Režija: Matjaž Berger

#### 2007
- - Intimni plesni spktatel Sun City. Koreografija: Goran Bogdanovski
  - Sergej Prokofijev: Peter in Volk. Režija: Nana Milčinski in Matjaž Berger
  - Alain Badiou: XX. stoletje. Režija: Matjaž Berger
  - W. A. Mozart in Nebojša Pop Tasić: Requiem ali Otrok, ki je ustvaril svet. Režija: Jernej Lorenci

#### 2008
- - Katarina Venturini in Andrej Škufca: Neskončnost je večnost. Režija: Matjaž Berger.
  - William Shakespeare in Nana Milčinski: Hamlet (60 minut). Režija: Nana Milčinski
  - Bertolt Brecht: Me-ti / Knjiga obratov. Režija: Matjaž Berger
  - Beckett, Eluard, Sartre, Pavić: Kadmopolis / Udaljeni pogled. Režija: Matjaž Berger
  - Levi terorizem. Koncept in koreografija: Marko Mlačnik

#### 2009
- - Henry James: Portret neke gospe. Režija: Matjaž Berger
  - Dušan Jovanović: Spovedi

#### 2010
- - Jorge Luis Borges: Zgodovina večnosti, projekt posvečen Claudu Lévi-Straussu. Režija: Matjaž Berger
  - Ivan Cankar, Blaise Pascal, Étienne de la Boétie, G. W. F. Hegel, Luis Althusser: Hlapci / Komentirana izdaja. Režija: Matjaž Berger
  - Nana Milčinski in Siddharta: Livingstonov poslednji poljub. Režija: Nana Milčinski
  - Kolektivno delo: Paradigma Italo Calvino - smer: nevidna mesta / uprizoritveno-glasbeni gestus

#### 2011
- - Janez Janša: Zid objokovanja - solzedajalska akcija
  - Jana Menger: K postopku
  - Od-ločitev v Mukdenu / Bertolt Brecht: Dajevec. Nejevec in Ukrep. Režija: Matjaž Farič

#### 2012
- - Rudyard Kipling: Knjiga o džungli. Režija: Nana Miličinski in Matjaž Berger.
  - D. Smole, B. Hladnik in N. Miličinski: Ples v dežju. Režija: Matjaž Berger.
  - Beton Ltd.: Rečem, kar mi rečejo, naj rečem. Avtorji in izvajalci: Primož Bezjak, Daša Doberšek, Branko Jordan, Katarina Stegnar.
  - Korak v dvoje po Pii in Pinu. Avtorja in koreografa: Gregor Luštek in Rosana Hribar.

#### 2013
- - Eduard Bass in Blažka Müller Pograjc: Nepremagljiva enajsterica.
  - Slavoj Žižek: Dobrodošli v duhovnem živalskem kraljestvu. Koncept in režija: Matjaž Berger.
  - Beton Ltd.: Vse, kar smo izgubili, medtem ko smo živeli. Koncept in režija: Beton Ltd.
  - Fernando Pessoa: Vzgoja stoika. Koncept in režija: Kaja Tokuhisa.